# Pseudorhombilidae
Famille
Les Pseudorhombilidae sont une famille de crabes. Elle comprend 14 espèces actuelles dans huit genres.

## Liste des genres
- Bathyrhombila Hendrickx, 1998
- Chacellus Guinot, 1969
- Euphrosynoplax Guinot, 1969
- Nanoplax Guinot, 1967
- Oediplax Rathbun, 1893
- Perunorhombila Števčić, 2005
- Pseudorhombila H. Milne Edwards, 1837
- Trapezioplax Guinot, 1969

## Référence
- Alcock, 1900 : Materials for a carcinological fauna of India. No. 6. The Brachyura Catometopa, or Grapsoidea. Journal of the Asiatic Society of Bengal, vol. 69, n. 2, p. 279–456.

## Sources
- Ng, Guinot & Davie, 2008 : Systema Brachyurorum: Part I. An annotated checklist of extant brachyuran crabs of the world. Raffles Bulletin of Zoology Supplement, n. 17 p. 1–286.